# Vojtěšská huť

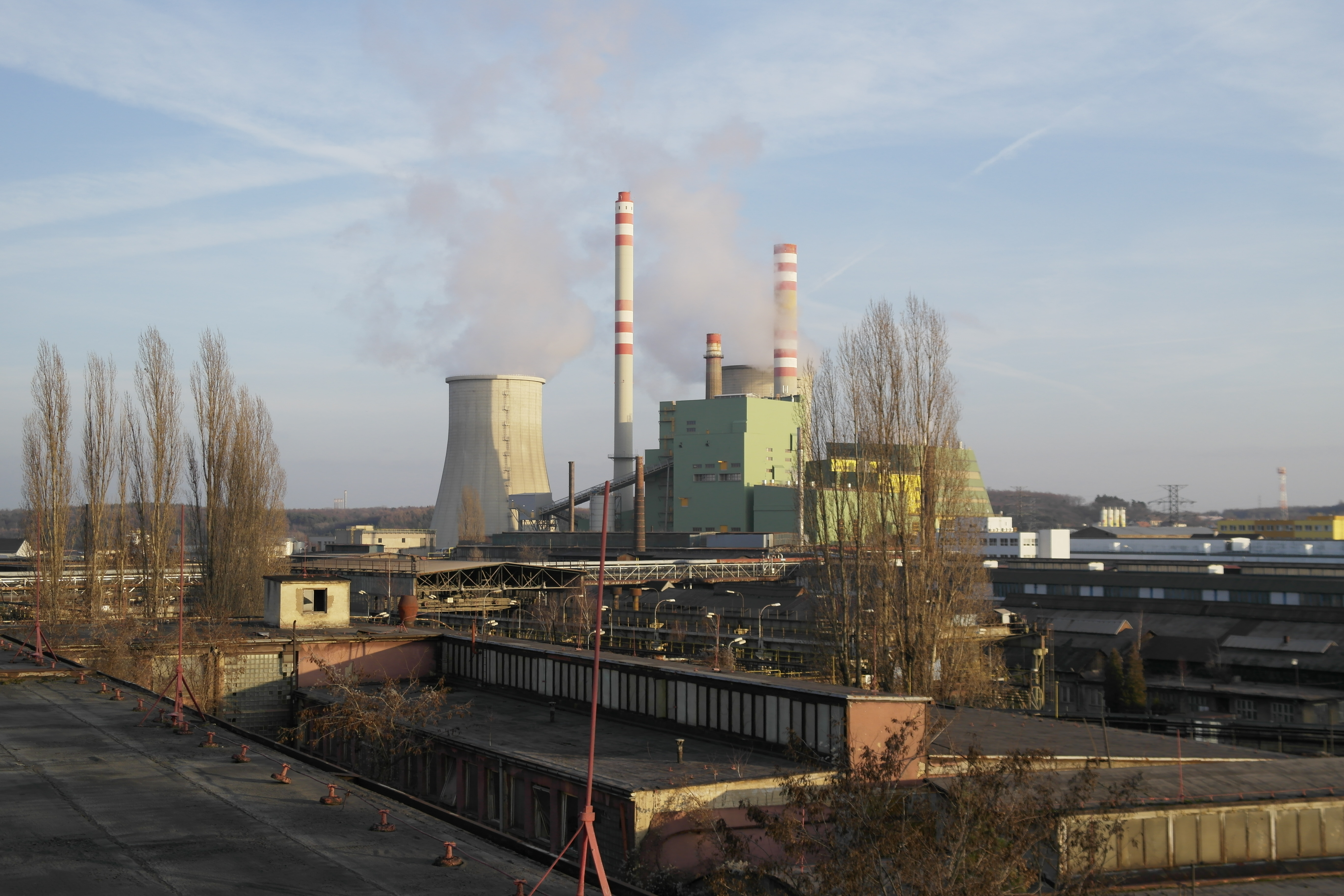
Pohled na současný stav bývalého areálu Vojtěšské hutě a POLDI hutě Kladno

Vojtěšská huť později také Huť Koněv (německy Adalbertshütte) je areál bývalých kladenských železáren, které v polovině 19. století založil Vojtěch Lanna starší. K dalším spoluzakladatelům patřili Václav Novotný a Hubert Klein spolu s bratry Františkem a Vojtěchem. Vznik huti je spjat hlavně s dobýváním koksovatelného uhlí na Kladensku. V roce 1855 zde byla zapálena první vysoká pec v Čechách, která spalovala koks.

## Historie

### Nález uhlí
V první polovině 19. století se rozneslo, že by se měla v okolí Kladna nacházet pod zemí mohutná ložiska černého uhlí. Na Kladensku tak propukla obdoba zlaté horečky. Z širého okolí se sjížděli lidé, kupovali malé pozemky a doufali, že dokáží zbohatnout nálezem uhelné sloje. Potíž byla v tom, že se většina kopáčů, kteří kopali ve volném čase na vlastní pěst, dokázala dostat maximálně 20, v některých případech i 30 metrů hluboko. Uhelné sloje ale většinou začínaly ještě o pár metrů hlouběji.
Mezi obyčejnými lidmi se pohyboval také Jan Váňa, který byl vyslán hledat uhlí kapitalistou Václavem Novotným a měl tak k dispozici jistý kapitál, čímž byl oproti ostatním zvýhodněn. Kousek vedle Váni kopal buštěhradský sadař a zedník František Jirátko. Ten se po večerech scházel s Váňou v hospodě, kde rozmlouvali o beznadějném hledání. Když byl Jirátko již okolo dvacátého metru hloubky, vycítil Váňa příležitost, namluvil Jirátkovi, že už nemá šanci uhlí najít a pozemek od něj roku 1846 odkoupil. O pár metrů hlouběji pak našel první uhelnou sloj a na místě byl zanedlouho otevřen první důl Kateřina Josefa.

### Počátky
Podnikatel Vojtěch Lanna starší působil na Kladensku ještě před založením nové hutě, a to prostřednictvím spolku Pražské uhelné doly u Kladna, který vytvořil 30. září 1847 s Václavem Novotným. Lanna se v roce 1850, po nalezení bohatých ložisek železné rudy poblíž Nučic u Prahy, rozhodl rozšířit svou činnost také do oboru metalurgie. Vznikl spolek Kladenského kamenouhelného těžířstva u jehož zrodu stál Vojtěch Lanna starší, Václav Novotný, bratři Kleinové a Florentin Robert.
V publikaci Železářství v Čechách jindy a nyní, vydané roku 1909 popisují události vzniku takto.
Dotyčné těžířstvo tříčlenné, k němuž se záhy přidružil těžař Robert jakožto čtvrtý člen, přišlo na myšlenku zužitkovati valnou část vytěženého uhlí pro výrobu železa a založiti tudíž na Kladně vlastní železárnu... Myšlenka ta jevila se tím lákavější, když se prokázalo, že uhlí v některých částech kladenského lože dosti spékavým bylo, aby se z něho mohl vyrábět dosti způsobilý koks.
Železářství v Čechách jindy a nyní, Josef Hrabák

### První fáze
V roce 1850 byla udělena dekretem horního hejtmanství v Příbrami koncese k založení hutě na Kladně. Bylo nezbytné vlastnicky oddělit podnikatelské aktivity železářské od horních, a tak roku 1851 vznikl nový spolek s názvem Kladenské železářské těžířstvo (Kladnoer Eisengewerkschaft). Lanna se téhož roku vydal do Londýna na Světovou výstavu, při niž navštívil železářské oblasti nejen v Anglii, ale i v Belgii, Porýní a v Pruském Slezsku, kde čerpal inspiraci pro budoucí výstavbu hutě. Trvalo až do 18. dubna 1854, než začala stavba první ze dvou plánovaných vysokých pecí. Rok poté byla první vysoká pec na koks v Čechách vysvěcena a konal se její první odpich. Následovala druhá z pecí, která byla zprovozněna v roce 1856. Ke sloučení Kladenského kamenouhelného a železářského těžařstva došlo v roce 1857 a vznikla později nová kapitálově silná společnost Pražská železářská společnost (Prager-eisen-industrie-gesellschaft), která se dále zasloužila o rozvoj hutě.

### Druhá fáze
V roce 1860 byly postaveny další čtyři vysoké pece. Šest vysokých pecí činilo Vojtěšskou huť největší vysokopecní provozovnou v Rakousku-Uhersku. K roku 1875 byla Vojtěšská huť železárnou s uzavřeným výrobním cyklem. Měla vlastní pudlovnu, válcovnu, slévárnu, mostárnu, vysoké pece a vyráběla kolejnice, strojní i stavební konstrukce nebo litinové hrnce.

### Zánik
Rok 1946 byl rokem přelomovým. Došlo k znárodnění hutě a změně názvu na Koněv, po ruském maršálovi Ivanovi Stěpanoviči Koněvovi. Spolu s Poldinou hutí a dalšími závody se Vojtěšská huť stala součástí Spojených Oceláren, národního podniku (SONP). V roce 1976 byl provoz vysokých pecí zastaven a od té doby docházelo k rušení provozů a postupné likvidaci areálu.

## Architektura pecí
Zděné pece odráží architektonické období romantických stylů, připomínající donjony středověkých hradů. Tento dojem umocňují gotizující prvky, jako je cimbuří. Jednalo se o tzv. belgické pece. Na zemi, kde se nejvíce rozšiřovaly, měly čtvercový půdorys a tvar kolmého jehlanu, dole o straně 9,5m, na sazebně však už jen 7,6m. Zděná konstrukce s trojitou vyzdívkou byla uvnitř žáruvzdorná, na plášti z obyčejných lisovaných cihel, s výklenky dole na všech bocích; ve třech se nacházely výfučny, ve čtvrtém zřejmě odpichový otvor. Čtyři pece postavené v roce 1860 promítají stejný styl.
Z dostupných zdrojů (litografie s kresbami a autorským podpisem) je pravděpodobné, že architektem výstavby Vojtěšské huti byl Vojtěch Ignác Ullmann, přítel Vojtěcha Lanny staršího, který pro jeho syna později navrhl rodinnou vilu v pražské Bubenči.

## Konstrukce střechy Národního divadla
Vznik mostárny umožnil výrobu nýtových, střešních a jiných konstrukcí. V hale se válcované profily jen zabrušovaly, připravovaly ke slícování, děrovaly k nýtování apod. Samotné konstrukce se montovaly na otevřeném prostranství za halou. V roce 1881 byla v provozu mostárny realizována objednávka na konstrukci, která měla po požáru Národního divadla znovu zastřešit divadlo a to jak hlavní kupoli, tak postranní střechy.

## Současnost
Po roce 2000 se v částečně zdemolovaném areálu huti nachází jen torza budov. Mnoho iniciativ se snaží pozvednout zájem o tento komplex. Například sdružení Kladno-Koněv vytyčilo naučnou stezku industriálním prostorem bývalé Vojtěšské huti. Mezinárodní festival Industriální stopy se v roce 2008 úspěšně zasloužil o prohlášení torz tří vápenných pecí za kulturní památku.